# Ixodes latus
Ixodes latus  (лат.) — вид клещей рода Ixodes из семейства Ixodidae. Африка. Паразитируют на млекопитающих: среди хозяев белка Heliosciurus lucifer, древесный даман (Dendrohyrax arboreus) и крупный рогатый скот. Вид был впервые описан в 1958 году английским энтомологом Доном Артуром (Don Ramsay Arthur, King’s College, University of London).

## Распространение
Африка: Кения, Малави, Танзания.